# فرودگاه سوسلیکا

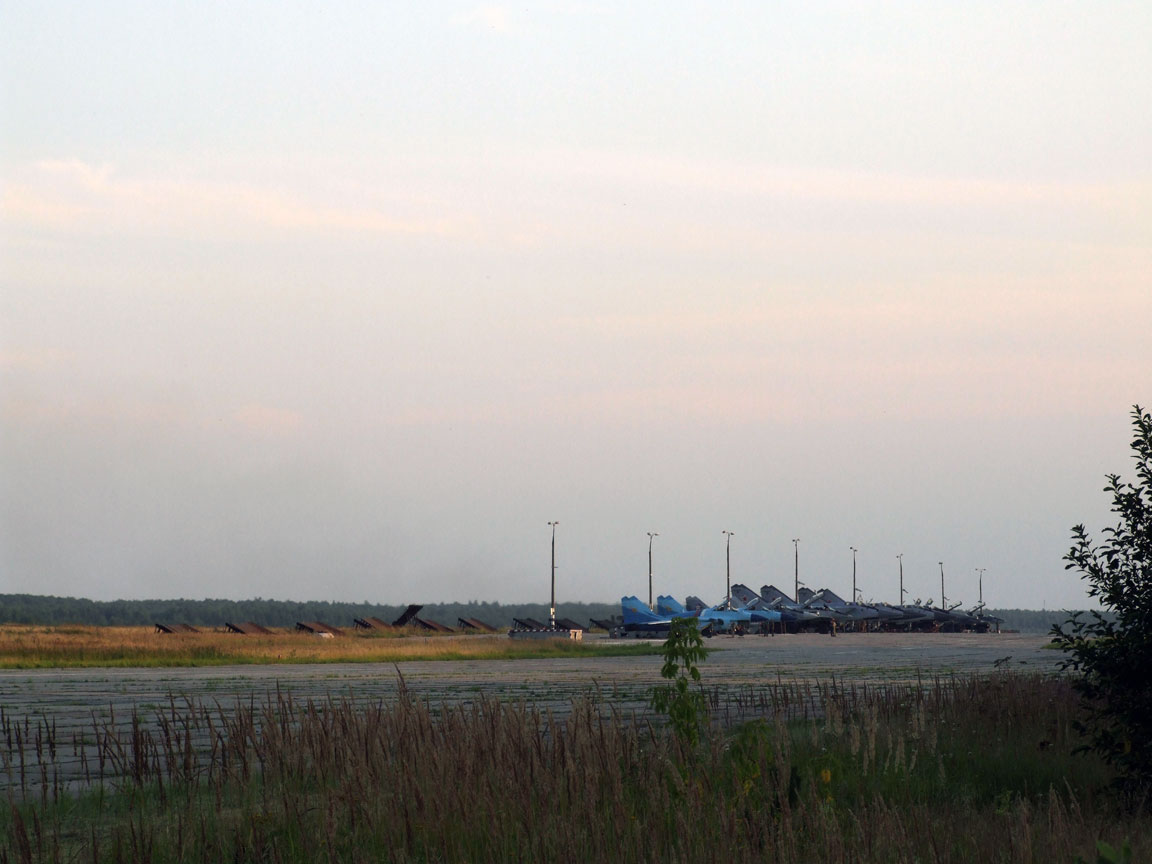
فرودگاه سوسلیکا

فرودگاه سوسلیکا (به انگلیسی: Savasleyka) یک فرودگاه نظامی است که یک باند فرود بتن دارد و طول باند آن ۲۵۰۰ متر است. این فرودگاه در کشور روسیه قرار دارد و در ارتفاع ۱۰۲ متری از سطح دریا واقع شده است.